# Campeonato Paraguaio de Futebol de 1968
O Campeonato Paraguaio de Futebol de 1968 foi o quinquagésimo oitavo torneio desta competição. Participaram nove equipes. Não houve ascenso nem descenso, pois o Club Presidente Hayes perdeu para o Club Sportivo San Lorenzo nos playoffs. O campeão e o vice do torneio representaria o Paraguai na Copa Libertadores da América de 1969
| Equipe                    | Cidade      | Departamento     | No ano anterior | Estádio | Capacidade | Títulos                                     | Participações |
| ------------------------- | ----------- | ---------------- | --------------- | ------- | ---------- | ------------------------------------------- | ------------- |
| Club Cerro Porteño        | Assunção    | Distrito Capital | Vice Campeão    | --      | --         | 14 (último em 1966)                         | 52            |
| Club Guaraní              | Assunção    | Distrito Capital | Campeão         | --      | --         | 7 (1906,1907, 1921, 1923, 1949, 1964, 1967) | 57            |
| Club Nacional             | Assunção    | Distrito Capital | Lugar           | --      | --         | 6 (1909, 1911, 1924, 1926, 1942, 1946)      | 58            |
| Club Olimpia              | Assunção    | Distrito Capital | Lugar           | --      | --         | 20 (último em 1965)                         | 58            |
| Club Libertad             | Assunção    | Distrito Capital | Lugar           | --      | --         | 6 (1910, 1920, 1930,1943, 1945, 1955 )      | 54            |
| Club River Plate          | Assunção    | Distrito Capital | Lugar           | --      | --         | 0 (não possui)                              | 51            |
| Club Sportivo San Lorenzo | San Lorenzo | Central          | Lugar           | --      | --         | 0 (não possui)                              | 13            |
| Club Rubio Ñu             | Assunção    | Distrito Capital | Lugar           | --      | --         | 0 (não possui)                              | 6             |
| Sol de América            | Assunção    | Distrito Capital | Lugar           | --      | --         | 0 (não possui)                              | 54            |

## Premiação
| Campeonato Paraguaio 1968 Primeira Divisão |
| Assunção                                   |
| ------------------------------------------ |
| Club Olímpia Campeão (21º título)          |